# Ad Havermans
Adrianus Josephus Elisabeth Havermans (Bergen op Zoom, 25 augustus 1934 – Den Haag, 8 maart 2022) was een Nederlandse ambtenaar, bestuurder en KVP/CDA-politicus. Hij was burgemeester van Pannerden (1963-1968), Druten (1969-1974), Doetinchem (1974-1985) en Den Haag (1985-1996), voorzitter van de Vereniging van Nederlandse Gemeenten (1987-1994), lid van de Algemene Rekenkamer (1996-2002) en waarnemend burgemeester van Zoeterwoude (2003-2004).

## Biografie
Havermans doorliep het gymnasium aan het Sint-Bernardinuscollege te Heerlen. Na zijn eindexamen ging hij rechten studeren aan de Rijksuniversiteit Leiden, waar hij in 1958 afstudeerde. Na zijn studie werd hij ambtenaar ter secretarie in Zevenaar. Hij werd in 1963 benoemd tot burgemeester van Pannerden. Dat bleef hij tot 1 januari 1969, toen zijn benoeming tot burgemeester van Druten volgde.
In 1974 werd Havermans burgemeester van Doetinchem. In 1984 promoveerde hij aan de Katholieke Universiteit Nijmegen in de rechtsgeleerdheid, op een proefschrift over Artikel-12 gemeenten en in 1985 volgde hij Frans Schols op als burgemeester van Den Haag. Van 1987 tot 1994 was hij voorzitter van de Vereniging van Nederlandse Gemeenten (VNG), daarna werd hij er erevoorzitter. Vervolgens was hij van 1996 tot 2002 lid van de Algemene Rekenkamer en van 2003 tot 2004 waarnemend burgemeester van Zoeterwoude.
Havermans was enige jaren vicevoorzitter van Pax Christi Nederland. Hij werd in die periode geconfronteerd met de problemen die ontstonden toen de Algemeen Secretaris Jan ter Laak door eigen medewerkers beschuldigd werd van ongewenst gedrag.
Havermans overleed op 87-jarige leeftijd na enige tijd ernstig ziek te zijn geweest.

## Onderscheidingen
- Officier in de Orde van Oranje-Nassau (26 april 2002)
- Commandeur in de Orde van Sint-Gregorius de Grote (15 november 2009), voor zijn inzet voor de 'Kerk der Friezen' in Rome

- International Standard Name Identifier: 0000 0000 2416 2734
- Library of Congress Control Number: n84095254
- Nederlandse Thesaurus van Auteursnamen: 069720622
- Parlement.com: vg09llyu2p01
- Virtual International Authority File: 11247348
- WorldCat: E39PBJjxxf73yvGmVj44q3Mtrq